# Dove (satellite)
Pour les articles homonymes, voir Dove.
Dove  est une constellation de nano-satellites de type CubeSat 3U fabriqués et exploités  par la société américaine Planet Labs (anciennement Cosmogia Inc.) qui fournit des images prises depuis l'orbite terrestre. Grâce à la miniaturisation des engins spatiaux, la société dispose d'un grand nombre de satellites (masse environ 5 kg)  permettant d'assurer une fréquence de survol rapprochée. La société fondée en 2010 a lancé ses premiers prototypes en 2013. Début 2017 une centaine de satellites avaient été déployés par vagues (Flock) dont une partie depuis la Station spatiale internationale. Les images produites avec une résolution spatiale de 3 à 5 mètres sont notamment utilisées pour des applications dans le domaine de la cartographie, de suivi des désastres et de gestion des ressources agricoles. 

## Contexte
La société Planet Labs est créée sous l'appellation Cosmogia Inc. en 2010 par des scientifiques et des ingénieurs de la NASA avec l'objectif d'exploiter le potentiel des CubeSats dans le domaine de l'imagerie satellitaire. La société construit elle-même ses satellites en utilisant au maximum des composants déjà disponibles. Les premiers prototypes (Dove 1, 2, 3 et 4) sont lancés en 2013. En 2017 près de 200 satellites ont été lancés par vagues (Flock) par différents lanceurs en tant que charge secondaire et déployés soit sur l'orbite de la Station spatiale internationale soit sur une orbite héliosynchrone. L'objectif de la société est de disposer d'une constellations d'une centaine de satellites placés en orbite héliosynchrone permettant de disposer d'images de l'ensemble de la planète avec une fréquence de mise à jour quotidienne. Planet Labs développe des logiciels et des sites permettant permettant la commercialisation rapide des images prises,. 

## Caractéristiques des satellites Dove
Le satellite Dove est un CubeSat 3U (10 x 10 x 30 cm) d'environ 5 kg.  Le satellite est stabilisé 3 axes et ne dispose d'aucune source de propulsion. Pour déterminer son orbite le satellite utilise des magnétomètres, gyroscopes et des photodiodes. L'orientation est maintenue à l'aide de magnéto-coupleurs et de roues de réaction. L'énergie est fournie par des panneaux solaires en partie fixe et en partie déployés en orbite (10 x 30 cm plus deux ailes de 26 x 30 cm). L'énergie est stockée dans des batteries. Les communications sont assurées en VHF pour les télémesures et en bande S pour les images. Les communications en bande S se font via une antenne patch avec un débit de 115 kilobits par seconde. La charge utile est constituée par une caméra Planet Scope fournissant une image de la surface de la Terre avec une résolution spatiale comprise entre 3 et 5 mètres. Les caractéristiques de la caméra ont évolué au fur et à mesure des développements. L'optique est de type Maksutov Cassegrain et comprend selon les versions de 2 (PS0) à 5 éléments (PS2). Le capteur a une capacité comprise entre 11  (PS0) et 29 mégapixels (PS2). Selon qu'ils sont placés sur l'orbite de la Station spatiale internationale ou sur une orbite héliosynchrone leur durée de vie est de 1 à 2/3 ans.

## Déploiement
Début 2017 la majeure partie de la constellation n'a pas été placée en orbite directement par des lanceurs mais déployée depuis la Station spatiale internationale imposant du coup une orbite peu favorable : la station spatiale circule sur une orbite basse avec une inclinaison orbitale de 51,66° alors que pour des raisons pratiques (passage aux mêmes heures sur les zones éclairées), les satellites d'imagerie commerciale circulent sur une orbite héliosynchrone. 
| Date             | Lanceur      | Type        | Nombre | Caractéristiques | Orbite                  | Statut                                                                                             | Remarque                                                                                         |
| ---------------- | ------------ | ----------- | ------ | ---------------- | ----------------------- | -------------------------------------------------------------------------------------------------- | ------------------------------------------------------------------------------------------------ |
| 19 avril 2013    | Soyouz       | Dove 2      | 1      |                  | 410 km × 410 km, 51,66° | | Prototype                                                                                        |
| 21 avril 2013    | Antares-110  | Dove 1      | 1      |                  | 280 km × 270 km, 51.6°  | | Prototype                                                                                        |
| 21 novembre 2013 | Dnepr        | Dove 3 et 4 | 2      |                  | 280 km × 270 km, 51.6°  | Dove 4 n'a pas pu être déployé en orbite                                                           | Prototypes                                                                                       |
| 9 janvier 2014   | Antares-120  | Flock-1     | 28     |                  | 410 km × 410 km, 51.66° | | Déployés depuis la station spatiale internationale entre le 11 et 27 février                     |
| 13 juillet 2014  | Antares-120  | Flock-1b    | 28     |                  | 410 km × 410 km, 51.66° | 6 satellites défectueux ramenés sur Terre                                                          | Déployés depuis la station spatiale internationale à partir du 19 août                           |
| 19 juin 2014     | Dnepr        | Flock-1c    | 11     |                  | Orbite héliosynchrone   | |                                                                                                  |
| 28 octobre 2014  | Antares-120  | Flock-1d    | 26     |                  |                         | 26 satellites à bord, à la suite de la destruction du lanceur, 10 ont survécu et ont été récupérés |                                                                                                  |
| 10 janvier 2015  | Falcon 9 1.1 | Flock-1d'   | 2      |                  | 410 km × 410 km, 51.66° | | Déployés depuis la station spatiale internationale à partir de mars                              |
| 14 avril 2015    | Falcon 9     | Flock-14    | 14     |                  | 410 km × 410 km, 51.66° | | Déployés depuis la station spatiale internationale                                               |
| 28 juin 2015     | Falcon 9     | Flock-1f    | 8      |                  | 410 km × 410 km, 51.66° | 8 satellites perdus à la suite de la destruction du lanceur                                        |                                                                                                  |
| 19 aout 2015     | H-2B         | Flock-2b    | 14     |                  | 410 km × 410 km, 51.66° | 2 satellites ramenés sur Terre                                                                     | Déployés depuis la station spatiale internationale à partir du 5 septembre                       |
| 6 décembre 2015  | Atlas V 401  | Flock-2e    | 12     |                  | 410 km × 410 km, 51.66° | | Déployés depuis la station spatiale internationale à partir du 17 mai jusqu'au 14 septembre 2016 |
| 22 mars 2016     | Atlas V 401  | Flock-2e'   | 20     |                  | 410 km × 410 km, 51.66° | | Déployés depuis la station spatiale internationale                                               |
| 22 juin 2016     | PSLV         | Flock 2p    | 12     |                  | Orbite héliosynchrone   | |                                                                                                  |
| 15 février 2017  | PSLV         | Flock 3p    | 88     |                  | Orbite héliosynchrone   | | En tout 104 satellites mis en orbite                                                             |
| 12 janvier 2018  | PSLV         | Flock 3p'   | 4      |                  | Orbite héliosynchrone   | |                                                                                                  |

## Galerie

Images prises par les satellites Dove
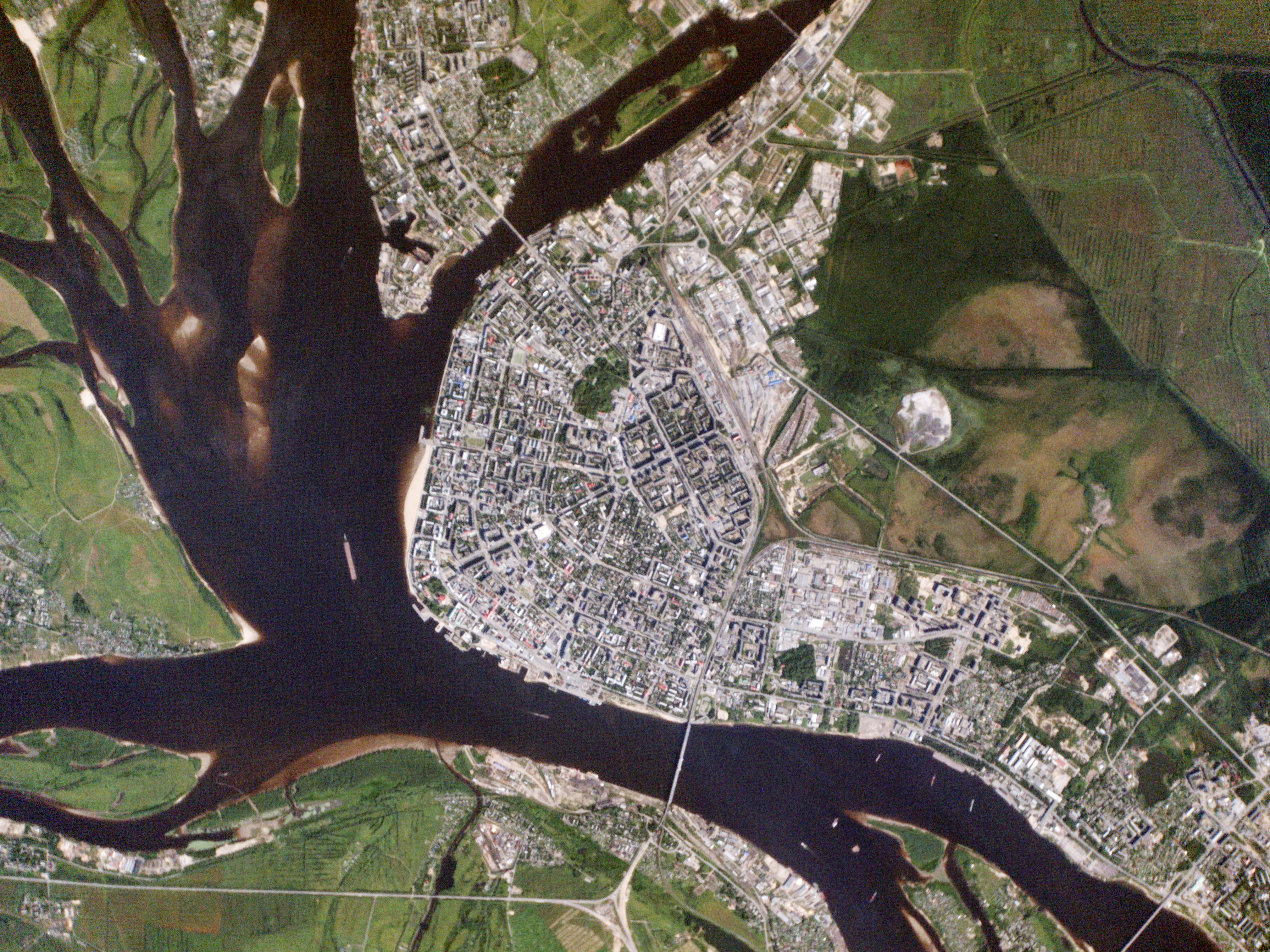
Arkhangelsk (Russie)
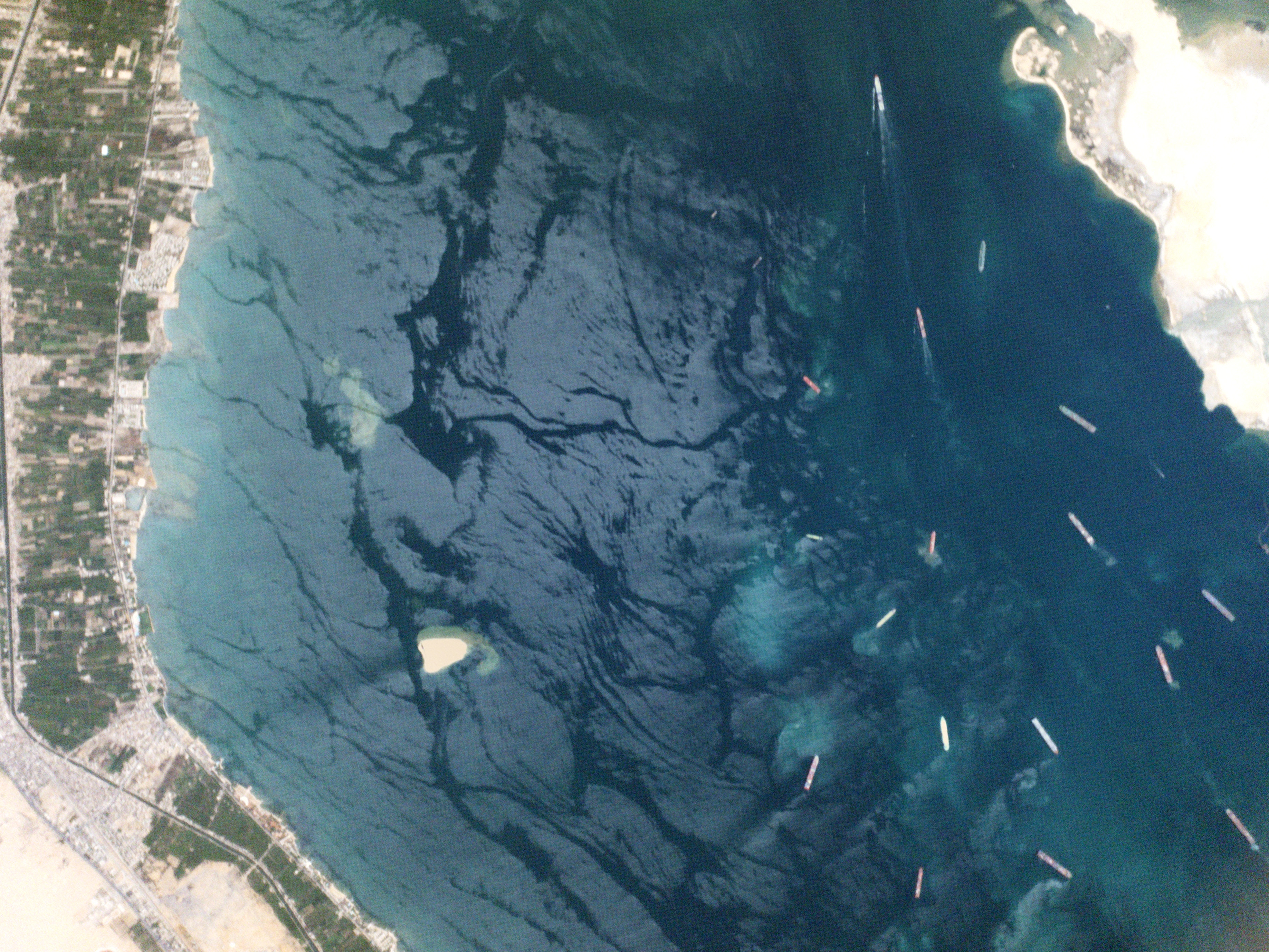
Grand lac salé (Ismailia, Egypte)
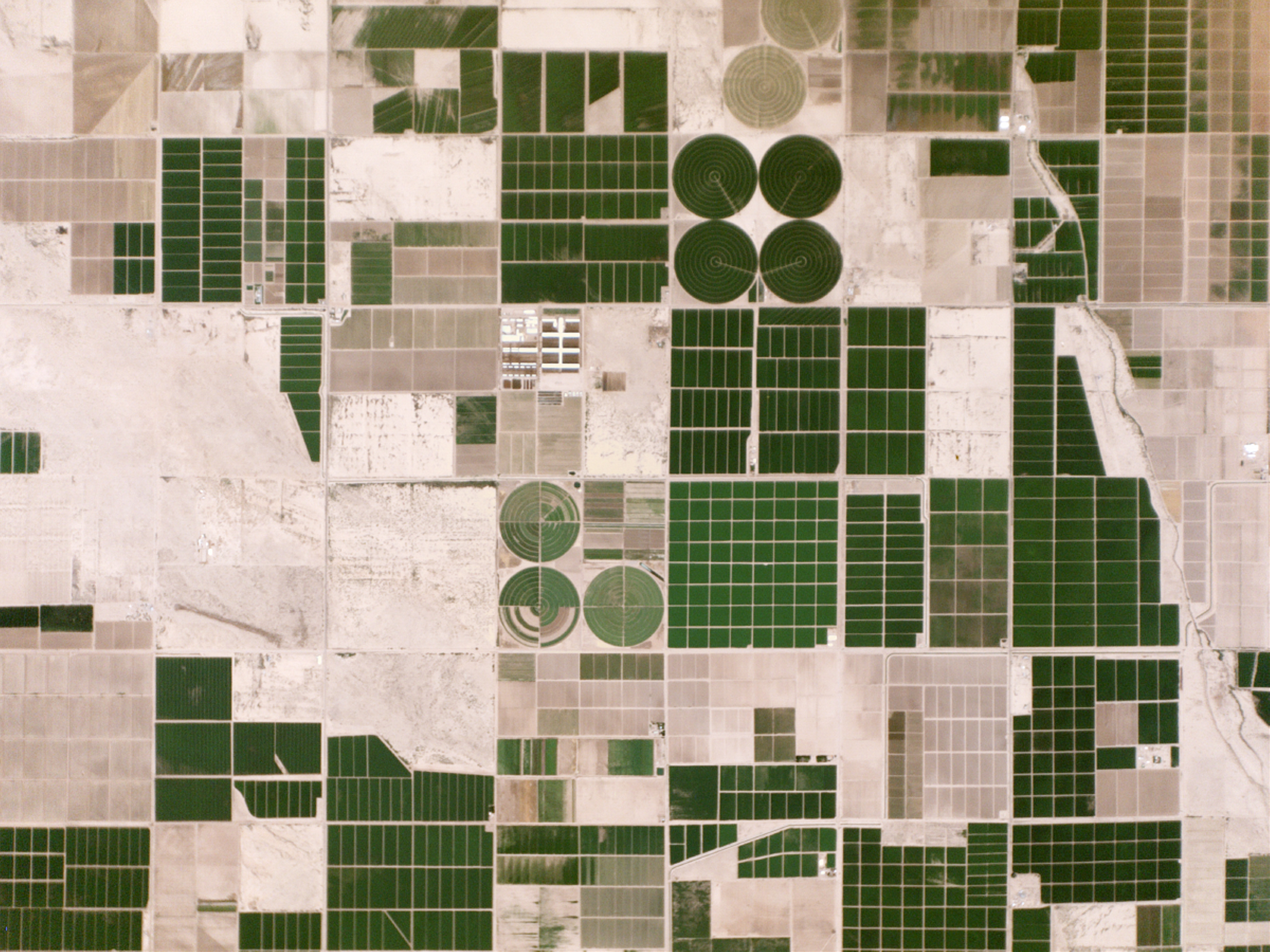
Champ irrigué dans l'Arizona